# Hoplitis adunca
Hoplitis adunca ist eine schlanke, nur wenig behaarte solitäre Wildbienenart aus der Familie der Megachilidae.
Auf Deutsch wird sie Natterkopf-Mauerbiene oder Gewöhnliche Natterkopfbiene genannt.

## Merkmale
Die Natternkopfbiene ist ca. 10 bis 13 mm lang. Der Hinterleib der Weibchen ist schlank, die Tergite sind glänzend, mit schmalen weißen Endbinden. Das letzte Bauchsegment hat in der Mitte eine kurze Spitze. Die Bauchbürste der Weibchen ist  weiß. Der Clypeus ist deutlich weiß behaart. Bei den Männchen ist der Thorax braun behaart, die mittleren Antennenglieder sind unten rostrot gefärbt. Am Hinterleib hat das 6. Tergit seitlich einen Zahn, daneben ist es rund ausgeschnitten. Das 7. Tergit ist breit.
Die Art ist von Laien nur schwer von der nah verwandten Art H. anthocoidas zu unterscheiden.

## Verbreitung und Lebensraum

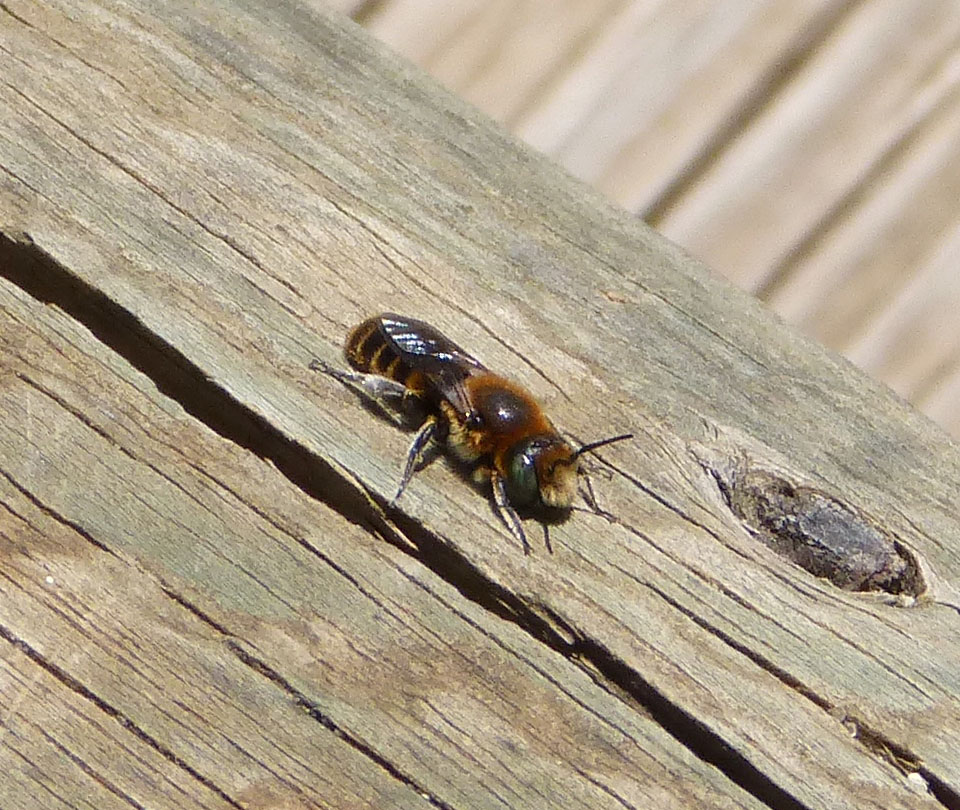
Hoplitis adunca Männchen

Die Art ist sehr weit verbreitet. Sie kommt in Nordafrika von Marokko bis Libyen vor, in Europa von Portugal bis Russland, nordwärts bis Dänemark und das Baltikum, südwärts bis Sizilien und den Peloponnes vor. Sie ist bis in die Südtürkei verbreitet.
In Deutschland ist Hoplitis adunca weit verbreitet und oft häufig, so weit die Nahrungspflanzen (Echium) ausreichend vorhanden sind. Darüber hinaus müssen geeignete Nistmöglichkeiten zur Verfügung stehen: Felswände, Lösswände, Steinmauern oder auch Totholz (abgestorbene Bäume, alte Holzpfosten). Man findet sie in Kiesgruben, Steinbrüchen, Hochwasserdämmen und anderen Ruderalflächen, vom Flachland bis in die montane Höhenstufe. In Südwestdeutschland sind sie vor allem in Lagen unter 500 m Höhe häufig, in den Alpen, jedoch bis 2100 m.

## Lebensweise
Die Natterkopfbienen sind solitäre Bauchsammlerinnen, die auf den Pollen von Natterkopf (Echium) spezialisiert, also oligolektisch sind. Sie fliegen in einer Generation von Juni bis August/September. Die Männchen sind oft in der Nähe der Nester der Weibchen zu finden, wo sie patrouillieren und ihr kleines Territorium teilweise gegen andere Männchen ihrer Art verteidigen.
Die Weibchen nisten in vorhandenen Hohlräumen, zum Beispiel in verlassenen Nestern von Seidenbienen, Mörtelbienen und Pelzbienen. Es werden auch gerne Nisthilfen besiedelt. Die Zwischenwände der Brutzellen und der Nestverschluss werden mit einem Mörtel erstellt, der mit körpereigenen Sekreten und Sand oder Lehm hergestellt wird. Die Nester werden in der Regel linear angelegt, mit bis zu sieben Zellen pro Nest.

## Parasiten
Als Kuckucksbienen gelten die Düsterbienen Stelis punctulatissima und die Zweizahnbiene Dioxys tridentata. Weitere Nestparasiten sind verschiedene Arten von Goldwespen und Erzwespen sowie eine Keulenwespe (Sapyga similis) an Hoplitis adunca.

## Nomenklatur
Die Gattung Hoplitis wird von verschiedenen Autoren als Untergattung von Osmia aufgefasst. Dann heißt die Natternkopfbiene: Osmia adunca.
Für die Gattung Hoplitis sind auch Untergattungen beschreiben, H. adunca gehört demnach zur Nominat-Untergattung Hoplitis.